# Viên San San
Viên San San (tiếng Trung: 袁姗姗, sinh ngày 22 tháng 2 năm 1987), là nữ diễn viên Trung Quốc, tốt nghiệp Học viện Điện ảnh Bắc Kinh khoa Diễn xuất khóa 2005.

## Tiểu sử
Sinh ngày 22 tháng 2 năm 1987, ở quận Tương Thành, thành phố Tương Dương, tỉnh Hồ Bắc. Cô bắt đầu học đàn violin từ năm 6 tuổi và bắt đầu bồi dưỡng năng khiếu nghệ thuật của mình từ khi còn nhỏ. Viên San San, người quyết tâm thi vào trường nghệ thuật, ban đầu dự định học ca hát, nhưng giáo viên của cô lại yêu cầu cô học diễn xuất. Viên San San, người không biết gì về diễn xuất, cuối cùng đã nghe theo lời khuyên chuyên môn của giáo viên và được nhận vào khoa diễn xuất bậc đại học năm 2005 của Học viện Điện ảnh Bắc Kinh.

## Sự nghiệp

### Ban Đầu
Sau khi ra tốt nghiệp Học viện Điện ảnh Bắc Kinh, năm 2009, Viên San San ký hợp đồng ngắn hạn với Tập đoàn phim ảnh lớn Hoa Nghị, được công ty đẩy lên lăng xê liên tiếp qua hàng loạt bộ phim hot, như: Dã áp tử, Ngôi nhà lớn của nhà hoàn, Tần Hương Liên, Thập tam cách cách tân truyện...với vai nữ chính đóng cùng hàng loạt các tiền bối có tên tuổi trong làng giải trí.
Tháng 8 năm 2010, Viên San San tham gia diễn xuất trong phim truyền hình "Cung tỏa tâm ngọc", vào vai cung nữ Như Băng . Nhờ đó, cô được biên kịch Vu Chính chú ý. Tiếp sau đó, Viên San San liên tục tham gia một số phim vai diễn nhỏ cho Công ty Hoan Ngu Ảnh thị của Vu Chính, như: Mỹ nhân như họa, Tàng tâm thuật,...Nhận thấy tiềm năng nơi Viên San San, Vu Chính đã mời cô kí hợp đồng là nghệ sĩ trực thuộc Vu Chính studio (Công ty Hoan Ngu Ảnh thị).
Từ đó, Viên San San tham gia diễn chính trong nhiều bộ phim truyền hình và điện ảnh làm nên tên tuổi. Các tác phẩm tiêu biểu có thể kể đến: "Cung tỏa châu liêm", "Tiếu ngạo giang hồ", "Yêu giữa mùa xuân", "Vân điên chi thượng",...
Người đại diện (Thuộc công ty Hoan Ngu Ảnh thị): Lý Đại Ngang
25 tháng 10 năm 2016, Viên San San được bổ nhiệm làm Giám đốc điều hành Giải trí, đào tạo diễn viên mới cho Công ty Hướng thượng ảnh thị.
20 tháng 7 năm /2017, cô chính thức hết hợp đồng và rời khỏi Công ty Hoan ngu Ảnh thị, thành lập công ty riêng với tên gọi Công ty San loan Ảnh thị Văn hóa Studio, đồng thời kết hợp ký kết với một số tập đoàn lớn khác.
Người đai diện: Tôn A Mĩ (CEO)
Ngày 17 tháng 12 năm 2018, Viên San San chính thức ký hợp đồng phim ảnh với Công ty Tân Lệ truyền thông.
Người đại diện mới (Thuộc công ty Công ty Tân Lệ): Trương Hướng Di.

### Phát triển liên tục
5 tháng 1 năm 2019, cô tham gia chương trình quan sát và phát triển gia đình Con gái tôi của Đài truyền hình vệ tinh Hồ Nam

## Phim

### Phim truyền hình
| Năm  | Tên phim                          | Tên gốc         | Vai diễn                            | Ghi chú                                           |
| ---- | --------------------------------- | --------------- | ----------------------------------- | ------------------------------------------------- |
| 2008 | Vợ ngốc của tôi                   | 我的傻瓜老婆    | Lâm Tiếu Tiếu                       |                                                   |
| 2010 | Quái hiệp Nhất Chi Mai            | 怪侠一枝梅      | Băng Băng                           |                                                   |
| 2010 | Ngôi nhà lớn của nha hoàn         | 大屋下的丫鬟    | Cúc                                 |                                                   |
| 2010 | Bí ẩn của nữ nhi                  | 野鸭子          | Phương Đình Đình                    |                                                   |
| 2011 | Cung tỏa tâm ngọc                 | 宫锁心玉        | Như Băng                            |                                                   |
| 2011 | Tần Hương Liên                    | 秦香莲          | Tần Hương Liên                      |                                                   |
| 2011 | Tàng tâm thuật                    | 被遗弃的秘密    | Thôi San San                        |                                                   |
| 2012 | Cung tỏa châu liêm                | 宫锁珠帘        | Nữu Hỗ Lộc Liên Nhi                 |                                                   |
| 2012 | Mỹ nhân như hoa                   | 美人如画        | Từ Cẩn                              |                                                   |
| 2012 | Mỹ nhân vô lệ                     | 山河恋·美人无泪 | Đại Ngọc Nhi - Hiếu Trang Hoàng hậu |                                                   |
| 2012 | Nữ nhân của vua                   | 王的女人        | Vu Diệu Qua                         |                                                   |
| 2013 | Tiếu ngạo giang hồ                | 笑傲江湖        | Nhậm Doanh Doanh, Tuyết Tâm         | [ 2 ]                                             |
| 2013 | Thập tam cách cách tân truyện     | 十三格格新传    | Thập tam Cách Cách Đức Linh         |                                                   |
| 2013 | Hạnh phúc nở rộ                   | 幸福绽放        | Hạ Phi                              |                                                   |
| 2013 | Ngã vi cung cuồng                 | 我为宫狂        | Hy Phi                              | Phim mạng                                         |
| 2013 | Liệp lang                         | 猎天狼          | Tôn Hiểu Vũ                         | Cameo                                             |
| 2013 | Bên kia biển                      | 沧海横流        | Kim Khả                             | Quay năm 2009, Tên khác: Một con đường tiêu tương |
| 2013 | Nhà có dâu mới                    | 家有喜妇        | Nghê Hảo                            |                                                   |
| 2013 | Yêu giữa mùa xuân                 | 爱在春天        | Diêu Tiểu Điệp                      |                                                   |
| 2014 | Cung tỏa Liên Thành               | 宫锁连城        | Tống Liên Thành, Đồng Dục Tú        |                                                   |
| 2014 | Chế tạo mỹ nhân                   | 美人制造        | Vĩnh Ninh công chúa                 |                                                   |
| 2015 | Diors Man 4                       | 屌丝男士 第四季 | Giáo viên                           |                                                   |
| 2015 | Thành phố thiên sứ                | 天使的城        | Quan Sa Sa                          |                                                   |
| 2015 | Phù Dung Cẩm                      | 芙蓉锦          | Hạ Lan                              |                                                   |
| 2015 | Hướng tới hạnh phúc               | 向幸福出发      | Diệp Lâm                            | Tên gốc: Bán bộ thiên nhai                        |
| 2015 | Tôi yêu nam bảo mẫu               | 我爱男保姆      | Lục Tinh                            |                                                   |
| 2016 | Mùa phẫu thuật thẩm mỹ            | 整容季          | Viện trưởng                         | Cameo, phim mạng                                  |
| 2016 | Tình yêu tuyệt đẹp                | 恋爱真美        | Từ Tử Lâm                           |                                                   |
| 2017 | Vân điên chi thượng               | 云巅之上        | Giản Hề                             |                                                   |
| 2017 | Quốc dân đại cuộc sống            | 国民大生活      | Lục Lộ                              |                                                   |
| 2018 | Quốc bảo kỳ lữ                    | 国宝奇旅        | Chu Nhược Tư                        |                                                   |
| 2018 | Lão Tửu Quán                      | 老酒馆          | Mạt Đại Hoàng hậu Uyển Dung         |                                                   |
| 2020 | Thời Đại Lập Nghiệp               | 创业年代        | Diêu Côn                            |                                                   |
| 2020 | Tẩy sáng                          | 焕脸            | Vương Tiểu Ái                       |                                                   |
| 2021 | Đất nước giàu đẹp quá             | 江山如此多娇    | Sa Âu                               |                                                   |
| 2021 | Lý tưởng soi sáng Trung Quốc      | 理想照耀中国    | Dương Lệ Mai                        | Tập: Đôi mắt của bạn                              |
| 2023 | Thế giới mới của vợ               | 妻子的新世界    | Thẩm An An                          |                                                   |
| 2023 | Ngày tháng kiêu hãnh của ngựa sắt | 铁马豪情的日子  | Vương Nhiễm Thu                     |                                                   |
| 2024 | Phòng phẫu thuật trực tuyến       | 手术直播间      | Thường Duyệt                        |                                                   |
|      | Thịnh lộ                          | 盛怒            |                                     | Phim mạng                                         |
|      |                                   | 米露露求爱记    |                                     | Quay năm 2017                                     |

### Phim điện ảnh
| Năm  | Tên phim                         | Tên gốc            | Vai diễn         | Ghi chú       |
| ---- | -------------------------------- | ------------------ | ---------------- | ------------- |
| 2008 | Bí mật ký túc xá nữ sinh 1       | 女生宿舍的秘密     | Tam muội         |               |
| 2008 | Bí mật ký túc xá nữ sinh 2       | 女生宿舍的秘密2    | Tam muội         |               |
| 2008 | Chỗ ngồi nguy hiểm trong nhà hát | 戏院凶座           | Thượng Quan Yến  |               |
| 2010 | Vu Sơn mộng                      | 巫山梦             | Quý An Nhiên     |               |
| 2014 | Có một ngày                      | 有一天             | Tô Tiểu Mỹ       |               |
| 2015 | Siêu nhân bánh rán               | 煎饼侠             | Đỗ Tiêu Tiêu     |               |
| 2016 | Tôi và antifan kết hôn           | 所以……和黑粉结婚了 | Phương Miểu Miểu |               |
| 2017 | Phong nhạc khiêu giai nhân       | 疯岳撬佳人         | Trương Tử Mặc    |               |
| 2017 | Bí mật người mẫu nam             | 男模的秘密         |                  |               |
| 2017 | Ban nhạc máy khâu                | 缝纫机乐队         | Hoa Hồng         | Khách mời     |
| 2018 | Đội cảnh sát tôm hùm             | 龙虾刑警           | Hoa tỷ           |               |
| 2019 | Tiểu Q                           | 小Q                | Bác sĩ thú y     |               |
| 2023 | Xin tránh xa tôi một chút        | 靠近我一点         | Amanda           |               |
| 2024 | Đột phá lớn                      | 大突围             | Thân Nhuế        |               |
|      | Nhượng ái hồi gia                | 一墙之隔           | Ngô Phàm         | Quay năm 2010 |

### Phim ngắn
| Năm  | Tên gốc          | Tên phim | Vai diễn        | Ghi chú |
| ---- | ---------------- | -------- | --------------- | ------- |
| 2019 | 头条里的青春中国 |          | Vương Trung Mai |         |

### Kịch
| Ngày                | Tên        | Vai     | Hợp tác với  |
| ------------------- | ---------- | ------- | ------------ |
| 3 tháng 12 năm 2021 | 贼想得到你 | Khải Lệ | Mahua FunAge |

## Âm nhạc
| STT | Ca khúc                             | Phim/ Show                              |
| --- | ----------------------------------- | --------------------------------------- |
| 1   | Tương tư khúc                       | Cung tỏa châu liêm                      |
| 2   | Vô lệ                               | Mỹ nhân vô lệ                           |
| 3   | Hứa hẹn                             | Mỹ nhân vô lệ                           |
| 4   | Chấm dứt                            | Tân Tiếu ngạo giang hồ 2013             |
| 5   | Giác ngộ                            | Tân Tiếu ngạo giang hồ 2013             |
| 6   | Love me/ Yêu ta/ Ái ngã             | Tân Tiếu ngạo giang hồ 2013             |
| 7   | Tôi có ước hẹn với mùa xuân         | Yêu giữa mùa xuân                       |
| 8   | Ái tại xuân thiên                   | Yêu giữa mùa xuân                       |
| 9   | Noãn tâm                            | Yêu giữa mùa xuân                       |
| 10  | Đôi môi tình ái/ Truyền kỳ tình yêu | Yêu giữa mùa xuân                       |
| 11  | Tình nữ nhi trong thiên hạ          | Yêu giữa mùa xuân                       |
| 12  | Vì có tình yêu                      | Yêu giữa mùa xuân                       |
| 13  | Mãi mãi là bạn                      | Yêu giữa mùa xuân                       |
| 14  | Dư vị mộng xưa cũ                   | Yêu giữa mùa xuân                       |
| 15  | Nhất nhân vi chi                    | Gia hữu hỷ phụ                          |
| 16  | Tuyệt luyến                         | Phù Dung Cẩm                            |
| 17  | Bất oán                             | Cung tỏa Liên Thành                     |
| 18  | Tịch mịch hồng                      | Cung tỏa Liên Thành                     |
| 19  | Sinh viên                           | Show thực tế Sinh viên năm nhất - Mùa 2 |
| 20  | Quật cường/ Bướng bỉnh (Single)     |                                         |
| 21  | Em chán ghét anh                    | Tôi và antifan kết hôn                  |
| 22  | Chỉ cần có anh                      | Tôi và antifan kết hôn                  |
| 23  | Hát vang 2030                       |                                         |
| 24  | Vũ Hán 伢                           |                                         |
| 25  | Cuộc Chiến Bảo Vệ Hồ Bắc            |                                         |

## Hoạt động xã hội
| 2011                 | Viên San San tham gia sự kiện Love Blue Sky. |
| Tháng 12 năm 2012    | Viên San San tham gia một sự kiện từ thiện tại Bắc Kinh do Quỹ xóa đói giảm nghèo khởi xướng và được trao danh hiệu Đại sứ tình yêu. Cô đã huy động các lực lượng xã hội quyên góp đủ túi giữ ấm và túi đựng đồ mỹ thuật cho học sinh để giúp học sinh tiểu học ở những vùng nghèo luôn ấm áp trong mùa đông. |
| 3 tháng 3 năm 2013   | 3 tháng 3 năm 2013, Viên San San đã phát động chiến dịch từ thiện "Lời nguyền tình yêu" trên Weibo, chuyển hóa năng lượng tiêu cực của bữa tiệc 50 xu trực tuyến thành tiền quyên góp. Trong vòng 24 giờ, số tin nhắn nhận được là 101.387 và Viên San San đã quyên góp tổng cộng 50.693,50 nhân dân tệ. Số tiền này được dùng để giúp đỡ bốn trẻ mồ côi khuyết tật vẫn còn sống khỏe mạnh ngoài đời thực. |
| Tháng 4 năm 2013     | Khi xảy ra động đất ở Nhã An, Tứ Xuyên, Viên San San đã vẽ một bức tranh gửi cho trẻ em ở vùng thiên tai và viết lời chúc phúc. |
| Tháng 5 năm 2013     | Thăm cô nhi đau yếu Tiểu Minh Nguyệt |
| 28 tháng 10 năm 2015 | 28 tháng 10 , theo lời mời của Chương trình Môi trường Liên hợp quốc và Tân Hoa xã, cô đã đến Kenya để tham dự Hội nghị hợp tác Tịch Nam-Nam Hiệp. Ngoài việc tham dự lễ khai mạc Hợp tác Tịch Nam-Nam Hiệp, cô còn đến thăm trụ sở Chương trình Môi trường Liên hợp quốc tại Kenya, trải nghiệm phong tục và văn hóa địa phương và hát những bài hát truyền thống của Trung Quốc như "Đêm hoa nhài" tại bữa tiệc đồng quê. |
| 25 tháng 4 năm 2014  | Viên San San đã giành giải thưởng Ngôi sao từ thiện tại Danh sách từ thiện Trung Quốc lần thứ 11. |
| 14 tháng 6 năm 2015  | Viên San San được TEDx mời chia sẻ khái niệm phúc lợi công cộng của cô với thế giới. Cô đã tự bảo vệ mình khỏi nạn bạo lực trực tuyến và chia sẻ khái niệm phúc lợi công cộng của mình với cư dân mạng trên toàn thế giới. Cô được giới truyền thông ca ngợi là một trong những gương mặt Trung Quốc truyền cảm hứng nhất trong mắt thế hệ sau những năm 90. |
| Tháng 9 năm 2015     | Được mời làm đại sứ phúc lợi công cộng cho Tuần lễ Văn hóa Thanh niên Nam Kinh lần thứ nhất, kêu gọi các tình nguyện viên trẻ tích cực tham gia các hoạt động phúc lợi công cộng và lan tỏa năng lượng tích cực của thanh niên. |
| 17 tháng 1 năm 2016  | Tham dự Lễ vinh danh Đại sứ toàn cầu của UNDP ( Chương trình Phát triển Liên hợp quốc ) và Sự kiện Tuyển dụng toàn cầu Đại sứ Panda của UNDP với tư cách là người phát ngôn của sự kiện và đã được Liên hợp quốc trao tặng danh hiệu Đại sứ ngôi sao Panda của UNDP và Căn cứ Panda Thành Đô trao tặng danh hiệu. Sau đó, Viên San San đã có bài phát biểu kêu gọi công chúng toàn cầu chú ý đến loài gấu trúc lớn và bảo vệ động vật hoang dã có nguy cơ tuyệt chủng; Sau đó, cô cũng giành được giải Người phụ nữ đột phá của năm tại Giải thưởng truyền thông phúc lợi công cộng dành cho phụ nữ thường niên do Cơ quan Liên hợp quốc về bình đẳng giới và trao quyền cho phụ nữ tổ chức. |
| Tháng 6 năm 2016     | Đảm nhiệm vai trò đại sứ từ thiện của Trung Quốc cho dự án từ thiện toàn cầu của một thương hiệu và đã đến Quý Châu để kiểm tra việc thực hiện dự án và ủng hộ thói quen tiết kiệm nước văn minh. |
| 18 tháng 9 năm 2016  | Với tư cách là hình mẫu cho các diễn viên đã cam kết lâu dài với hoạt động từ thiện, cô được mời tham dự Hội nghị thượng đỉnh về truyền thông xã hội và từ thiện toàn cầu. |
| 26 tháng 4 năm 2017  | Ai Ma Ma của Viên San San đã giành được danh hiệu Mười dự án từ thiện hàng đầu Trung Quốc tại Danh sách từ thiện Trung Quốc lần thứ 14. Đây là lần đầu tiên China Charity List lựa chọn và trao giải Mười dự án từ thiện hàng đầu tại Trung Quốc. "Ai Ma Ma" là dự án từ thiện duy nhất của người nổi tiếng. |
| 20 tháng 5 năm 2017  | Được mời tham gia Triển lãm truyền thông mới về phát triển bền vững toàn cầu, ủng hộ mọi người hãy bắt đầu từ những điều nhỏ nhặt trong cuộc sống và thực hành khái niệm tiêu dùng bền vững. |
| 17 tháng 10 năm 2018 | Làm việc với tư cách là Nhà điều tra Starlight cho Starlight Action, một dự án phúc lợi công cộng quy mô lớn nhằm chống đói nghèo do Trung tâm Chương trình Kênh phim tài trợ. |
| Tháng 7 năm 2021     | Tặng 1.000 hộp sản phẩm vệ sinh phụ nữ cho các vùng mưa lũ ở Hà Nam. |
| 9 tháng 9 năm 2022   | Tham gia Giải Marathon do Sohu tin tức tổ chức lần thứ 14. |

## Giải thưởng
| Năm  | Giải thưởng | Phim ảnh                                                        |
| ---- | --- | --------------------------------------------------------------- |
| 2011 | Nữ diễn viên chính xuất sắc nhất tại Giải thưởng Điện ảnh và Truyền hình miền Nam năm 2011                                                                                               | Vai Tần Hương Liên trong phim Tần Hương Liên                    |
| 2011 | Nữ diễn viên xuất sắc nhất tại Liên hoan Nam Best Newcomer Award | Vai Tần Hương Liên trong phim Tần Hương Liên                    |
| 2011 | Bộ phim được khán giả trẻ mong đợi nhất trong Liên hoan phim Billboard | Phim Cung tỏa châu liêm                                         |
| 2012 | Nữ diễn viên chính xuất sắc nhất trong Liên hoan phim ảnh Quốc tế Entertainment Television Awards                                                                                        | Vai Liên Nhi/Hy Quý phi trong phim Cung tỏa châu liêm           |
| 2012 | Nữ diễn viên xuất sắc nhất trong Liên hoan Youku lớn lần thứ 3 | Vai Liên Nhi/Hy Quý phi trong phim Cung tỏa châu liêm           |
| 2012 | Nghệ sĩ Âm nhạc cho phim đột phá | Vai Liên Nhi/Hy Quý phi trong phim Cung tỏa châu liêm           |
| 2012 | Liên hoan phim Billboard phim truyền hình được rating cao | Phim Cung tỏa châu liêm                                         |
| 2013 | Nữ diễn viên triển vọng nhất châu Á tại Liên hoan Thần tượng châu Á | Vai Diêu Tiểu Điệp trong phim Yêu giữa mùa xuân                 |
| 2014 | Sao nữ từ thiện trong Eleventh Eleventh của Trung Quốc |                                                                 |
| 2014 | Top 2 Bài hát Âm nhạc Trung Quốc được yêu thích nhất tại Global Chinese Music | Bài Tịch mịch hồng, phim Cung tỏa Liên Thành                    |
| 2014 | Giải Golden Eagle Award (giải Ưng vàng) tại Liên hoan Travel Channel Walker của Trung Quốc                                                                                               | Bộ phim từ thiện Oneday                                         |
| 2014 | Ngôi sao từ thiện được yêu thích nhất tại Liên hoan phim Quốc tế Ma Cao | Phim Oneday                                                     |
| 2014 | Nữ diễn viên truyền hình xuất sắc nhất năm 2014 tại Lễ hội Sohu |                                                                 |
| 2014 | Diễn viên từ thiện hằng năm tại Liên hoan niềm hy vọng từ thiện 2014 |                                                                 |
| 2014 | Giải "2014 biểu tượng thời trang thế lực "trẻ" hàng năm biểu cảm nhất" tại Lễ hội thời trang Netease                                                                                     |                                                                 |
| 2015 | Giải thưởng Ngôi sao công dân tại Bắc Kinh Mei Lanfang Grand Theater lần thứ năm ở Nhà hát lớn Mei Lanfang Grand                                                                         |                                                                 |
| 2015 | Giải thưởng Thời trang ấn tượng COSMO LOOK STYLE |                                                                 |
| 2015 | Giải thưởng Truyền thông NetEase |                                                                 |
| 2015 | Nữ diễn viên có phong thái ánh mặt trời tại Lễ hội thái độ nhân vật Netease 2015 |                                                                 |
| 2015 | Lực lượng phim điện ảnh mới hằng năm nữ diễn viên tại Đêm hội Weibo | Vai Đỗ Tiêu Tiêu, phim Siêu nhân bánh rán                       |
| 2016 | Nữ nhân đột phá của năm" tại Giải thưởng Truyền thông Phụ Nữ 2015 (The Women's Media Award 2015) do tổ chức Phụ Nữ Liên Hợp Quốc (UN WOMEN) kết hợp với trang tin tức NetEase (lady.163) |                                                                 |
| 2016 | Giải thưởng "Nữ thần thời trang" tại lễ trao giải Thời trang Marie Claire |                                                                 |
| 2016 | Giải thưởng "Bộ phim điện ảnh được khán giả mong đợi nhất" tại "Đêm hội Weibo 2016" | Phim Tôi và antifan kết hôn                                     |
| 2016 | Giải thưởng "Nhân khí cao nhất nữ diễn viên" tại Lễ trao giải Điện ảnh Trung - Mỹ | Vai Phương Miểu Miểu, phim Tôi và antifan kết hôn               |
| 2016 | Giải thưởng "Biểu tượng thời trang của năm" tại OK! FUNshion Week |                                                                 |
| 2017 | Giải thưởng "Thần tượng thời trang được yêu mến của năm" tại OK! FUN |                                                                 |
| 2017 | Giải thưởng "Thần tượng xinh đẹp của năm" tại Sự kiện kỷ niệm của COSMO |                                                                 |
| 2017 | Giải thưởng Hợp tác xuất sắc nhất tại Lễ trao giải thường niên Yinyue V Chart lần thứ 5                                                                                                  | Ca khúc Em chán ghét anh trong phim Phim Tôi và antifan kết hôn |
| 2018 | Giải thưởng "Nữ diễn viên nhân khí Weibo" tại "Đêm hội Điện ảnh Weibo 2018" |                                                                 |
| 2018 | Giải thưởng "Nữ diễn viên được yêu thích nhất" tại Lễ trao giải IFENG FASHION CHOICE 2018                                                                                                |                                                                 |
| 2019 | Giải thưởng "Phong cách đột phá hàng năm" tại sự kiện "Lễ hội thời trang madame FIGARO 2019"                                                                                             |                                                                 |
| 2019 | Giải thưởng "Nghệ sĩ có mức ảnh hưởng phong cách nhất" tại sự kiện của LIFE STYLE |                                                                 |
| 2021 | Mười diễn viên được khán giả toàn quốc yêu thích nhất tại Giải thưởng Hoa Đỉnh lần thứ 32                                                                                                |                                                                 |

## Đại ngôn
| Năm  | Đại ngôn thương hiệu                                                  |
| ---- | --------------------------------------------------------------------- |
| 2013 | Đại diện game cho trang mạng 37Wan                                    |
| 2013 | Đại diện hãng mỹ phẩm UZERO                                           |
| 2014 | Đại diện Game "Du long anh hùng"                                      |
| 2014 | Đại diện nhãn hiệu băng vệ sinh Thư Nhã                               |
| 2014 | Đại diện hãng sữa rử mặt PROYA                                        |
| 2015 | Đại sứ dòng sữa tắm OLAY                                              |
| 2015 | Đại ngôn mỹ phẩm YSL                                                  |
| 2016 | Đại sứ dòng mỹ phẩm Hàn Quốc WHOO                                     |
| 2016 | Đại sứ L'Oreal sản phẩm công nghệ Clarisonic                          |
| 2016 | Đại ngôn gameonline "Đại đường tiên yêu kiếp"                         |
| 2017 | Đại sứ OLAY                                                           |
| 2017 | Người phát ngôn thương hiệu thể thao quốc tế REEBOK tại Trung Quốc    |
| 2017 | Đại ngôn dòng xe đạp Tiểu Hoàng OFO Trung Quốc                        |
| 2017 | Người phát ngôn hàng điện tử TCL                                      |
| 2017 | Đại ngôn hãng xe ô tô KICK                                            |
| 2017 | Đại sứ hãng mỹ phẩm cao cấp SISLEY PARIS                              |
| 2017 | Đại sứ PANTENE                                                        |
| 2018 | Đại sứ Quốc tế của Thương hiệu Bang&Olufsen(B&O)                      |
| 2019 | Người phát ngôn hãng sữa chua PURJOY                                  |
| 2019 | Đại sứ hình ảnh cho Thương hiệu QIWEN                                 |
| 2019 | Đại sứ ngôi sao chiến binh của Spartan Race                           |
| 2019 | Đại sứ Sản xuất Rượu vang nho Provence - Pháp                         |
| 2019 | Trải nghiệm quan thương hiệu cửa gỗ TATA                              |
| 2019 | Đại sứ hãng mỹ phẩm CHANDO                                            |
| 2019 | Người phát ngôn thương hiệu mỹ phẩm Voolga nội địa                    |
| 2019 | Trải nghiệm quan thương hiệu giày dép Millie's                        |
| 2019 | Người bảo hộ công ích của chương trình từ thiện 《123 cùng đứng lên》 |
| 2020 | Đại sứ tin nhắn chúc ngủ ngon của Hồ Bắc                              |
| 2020 | Đại sứ Tình yêu mua sắm dành công ích                                 |